# Stanhopea radiosa
Stanhopea radiosa är en orkidéart som beskrevs av Lem.. Stanhopea radiosa ingår i släktet Stanhopea och familjen orkidéer. Inga underarter finns listade i Catalogue of Life.

## Bildgalleri

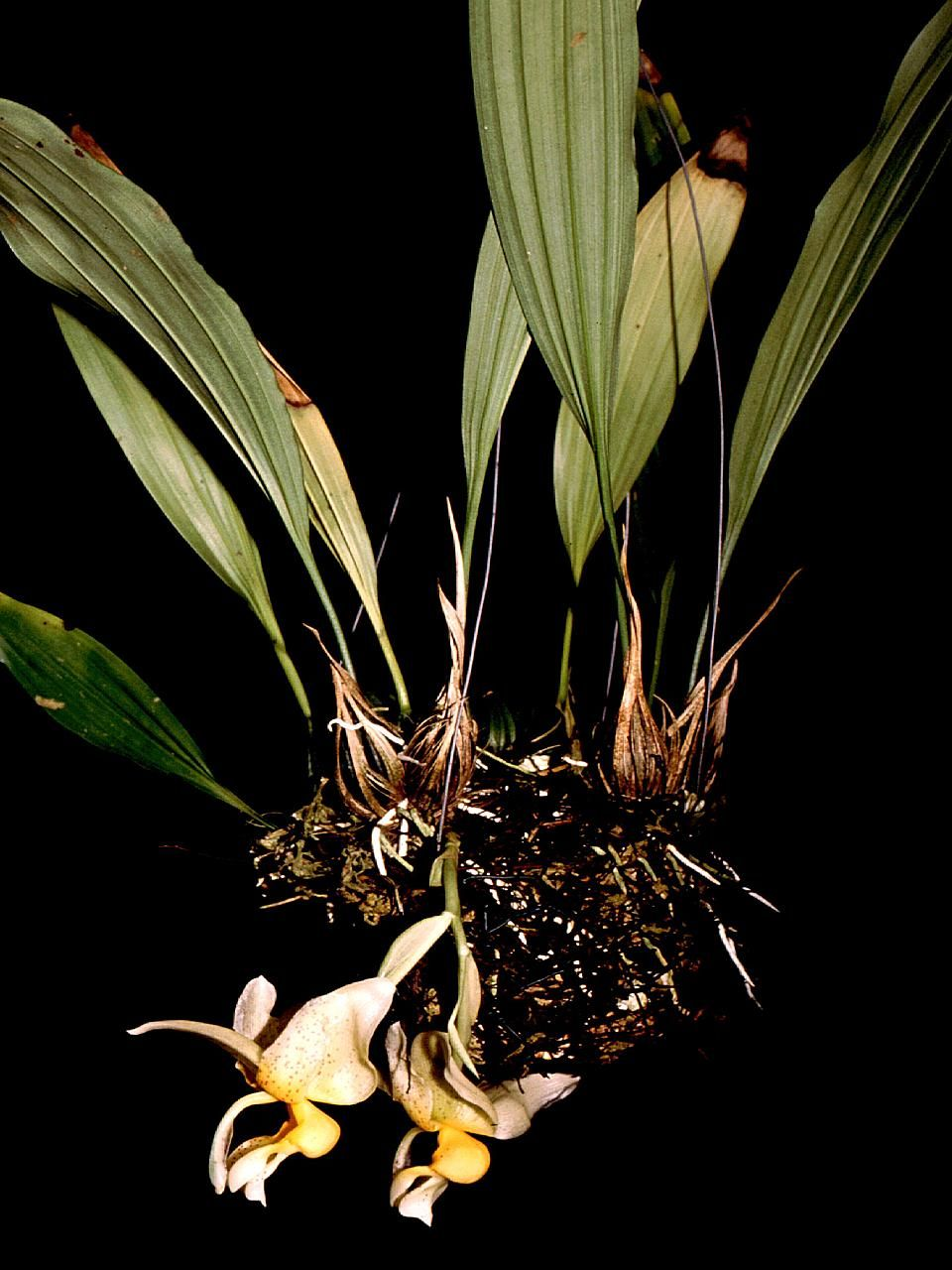
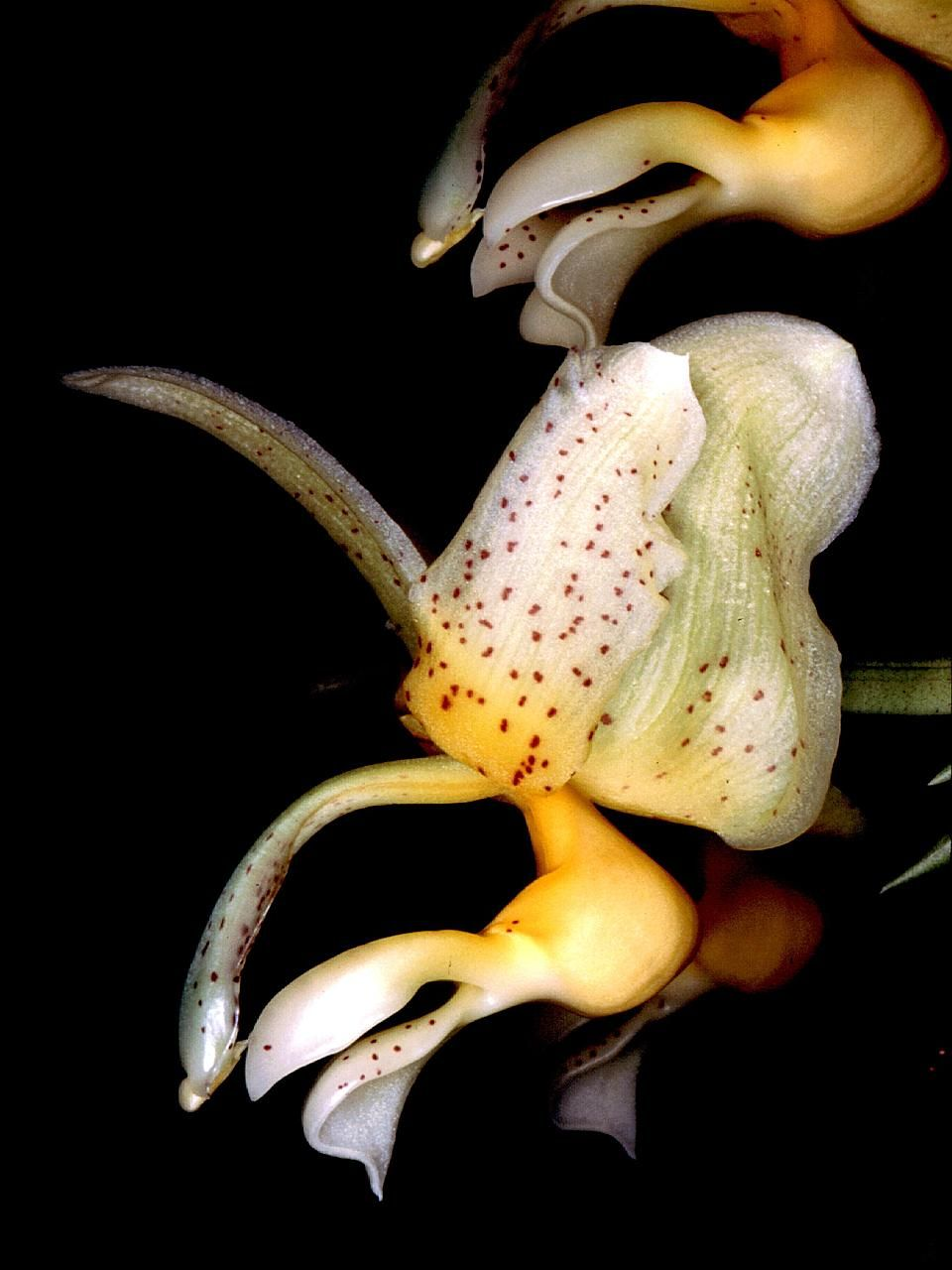
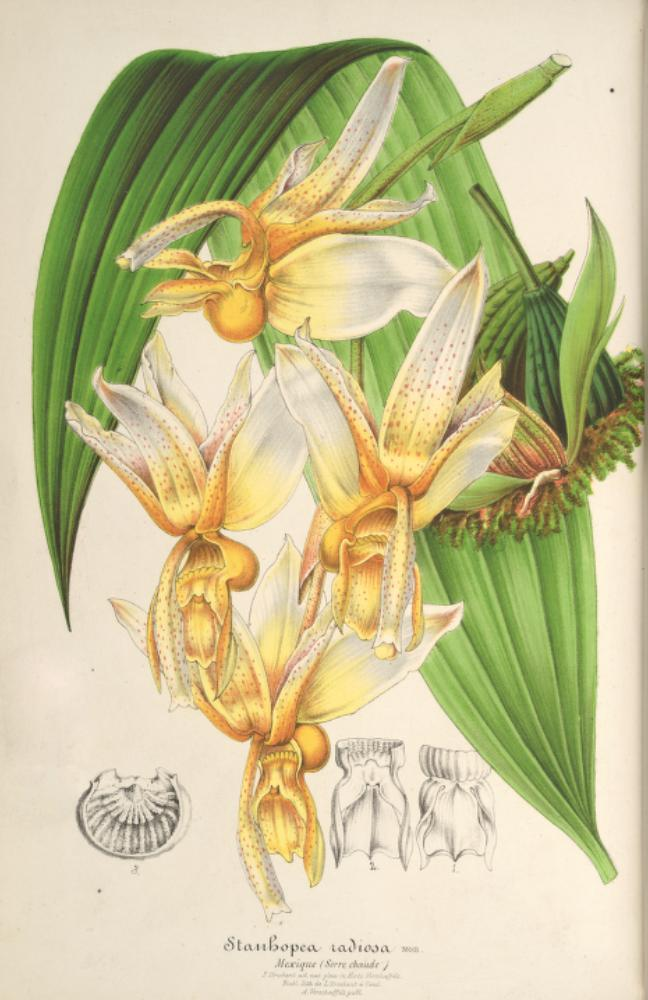